# Xestospongia delaubenfelsi
Xestospongia delaubenfelsi är en svampdjursart som beskrevs av Riveros 1951. Xestospongia delaubenfelsi ingår i släktet Xestospongia och familjen Petrosiidae.
Artens utbredningsområde är havet utanför Brasilien. Inga underarter finns listade i Catalogue of Life.